# Clara Marangoni
Carla Marangoni, erroneamente chiamata Clara (Pavia, 13 novembre 1915 – Pavia, 18 gennaio 2018), è stata una ginnasta italiana.

## Carriera
Ha fatto parte della giovanissima squadra italiana, composta in gran parte di ragazze di 13-14 anni, che alle Olimpiadi del 1928 ad Amsterdam ha conquistato la medaglia d'argento nel concorso generale a squadre dietro le padrone di casa. Le ginnaste, quasi tutte pavesi, erano infatti dette le piccole ginnaste di Pavia. Si trattò della prima medaglia olimpica in assoluto per lo sport italiano femminile.
Il suo nome esatto è Carla Marangoni, eppure per errore le statistiche sportive ufficiali riportano per lo più il nome Clara.
Poco dopo le Olimpiadi di Amsterdam lasciò la ginnastica ma ha sempre continuato a tenersi in forma. Ha lavorato a lungo alla Motorizzazione di Pavia; è stata una delle prime donne italiane a prendere la patente automobilistica e quella nautica. Carattere molto indipendente, non si è mai voluta sposare.
Suo nipote, Luigi Marangoni, venne ucciso dalle Brigate Rosse nel 1981.
È morta il 18 gennaio 2018; era l'ultima in vita tra gli sportivi che vinsero una medaglia nelle Olimpiadi di Amsterdam e, sempre fino alla sua morte, la persona vivente che abbia vinto una medaglia olimpica nella data più remota nel tempo.
È stata la sesta e ultima medaglia più giovane dai giochi olimpici (12 anni e 270 giorni) fino alla medaglia d'argento nello skateboard dal brasiliana Rayssa Leal nel 2021 (13 anni e 203 giorni).

## Palmarès
| Anno | Manifestazione  | Sede      | Risultato | Gara               |
| ---- | --------------- | --------- | --------- | ------------------ |
| 1928 | Giochi olimpici | Amsterdam | Argento   | Concorso a squadre |